# Skeiðin
Skeiðin är ett berg som ligger vid byn Sørvágur på Vágar i Färöarna. Det ligger mellan själva byn och stranden Selvík. På toppen av berget finns en radiosändare.